# Nebelwüste

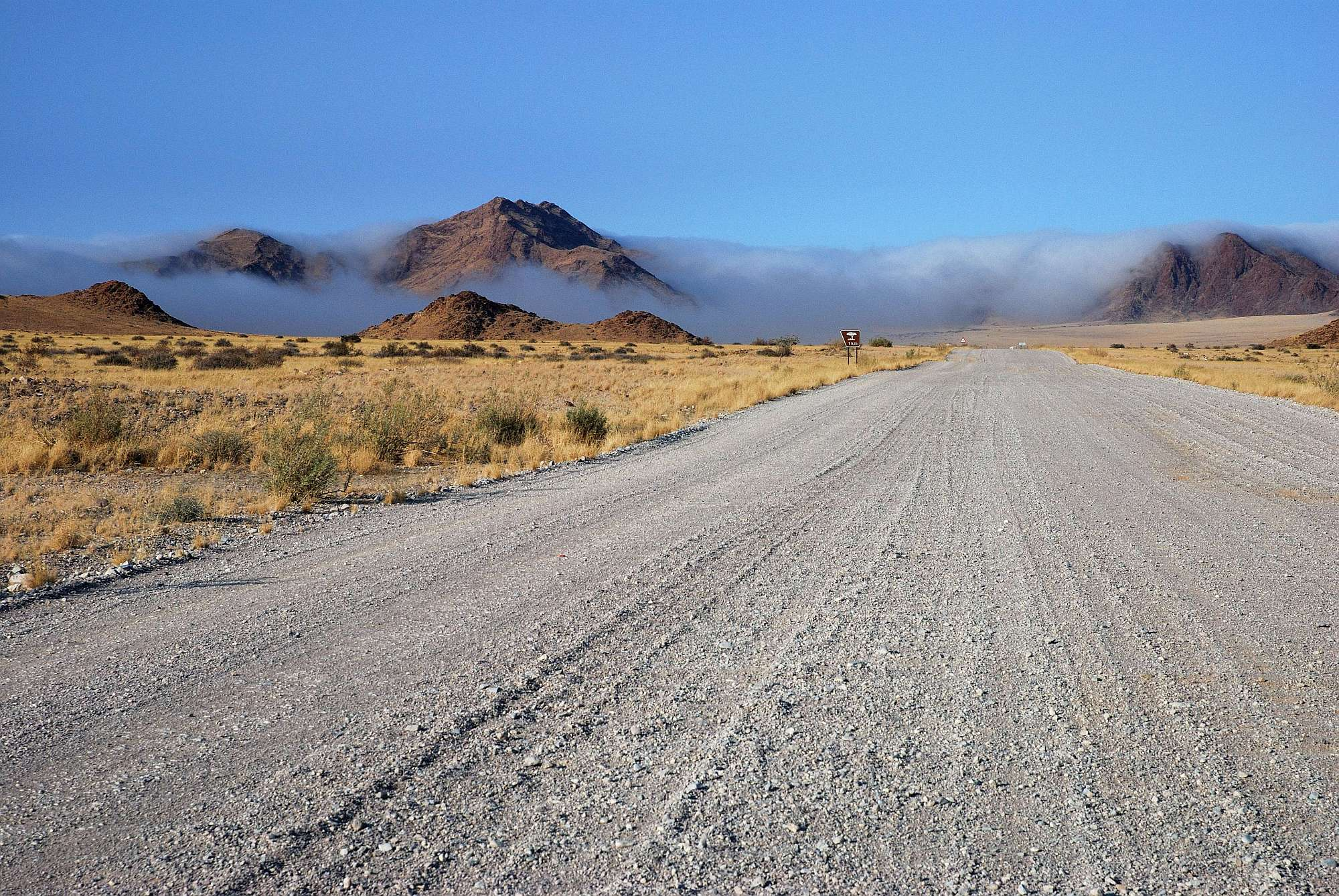
Landeinwärts ziehender Morgennebel beim Sossusvlei

Als Nebelwüsten bezeichnet man einen Wüstentyp in den Subtropen, den man vor allem an kontinentalen Westküsten antrifft. 

## Entstehung

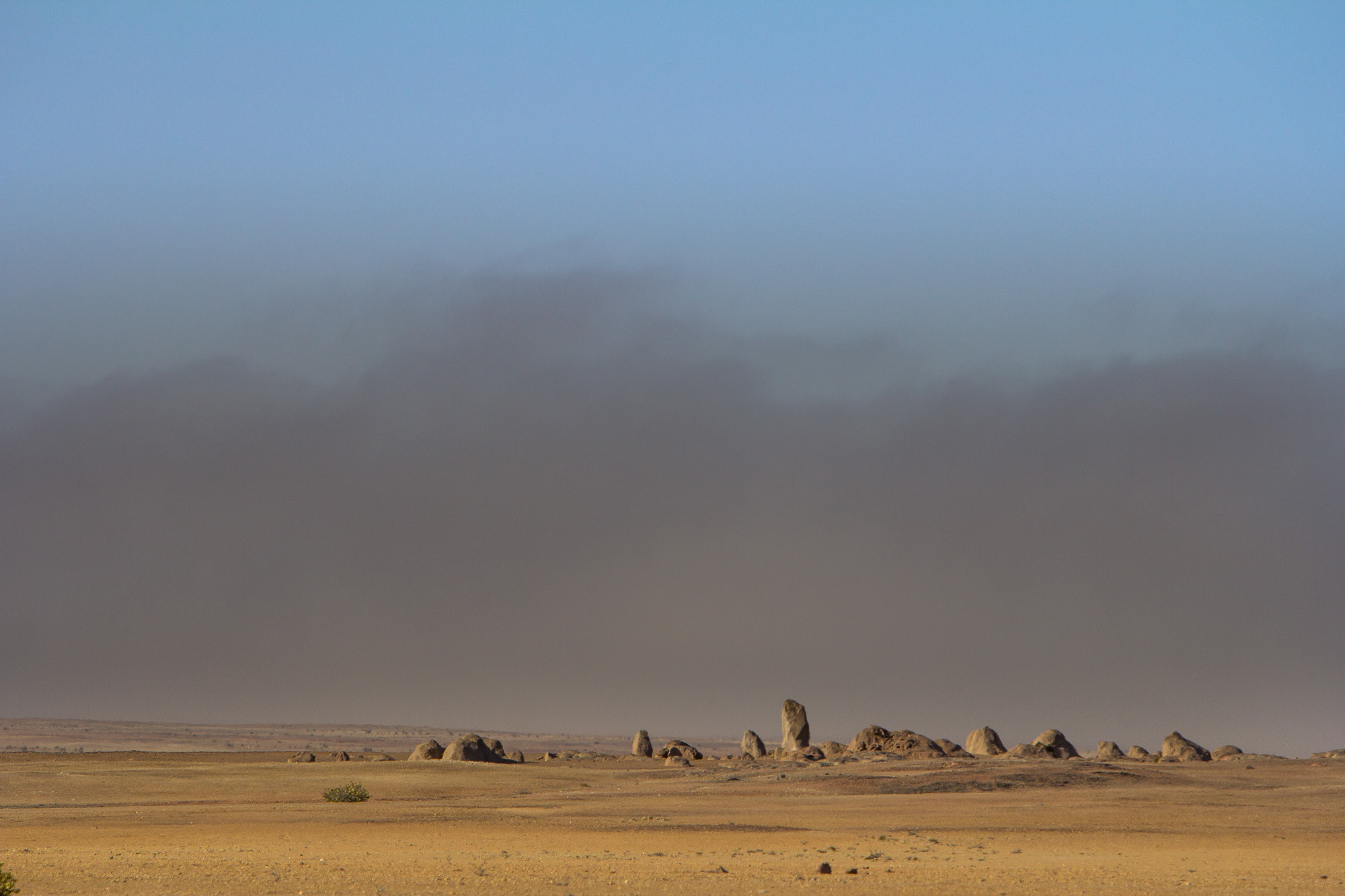
Nebel in der Namib

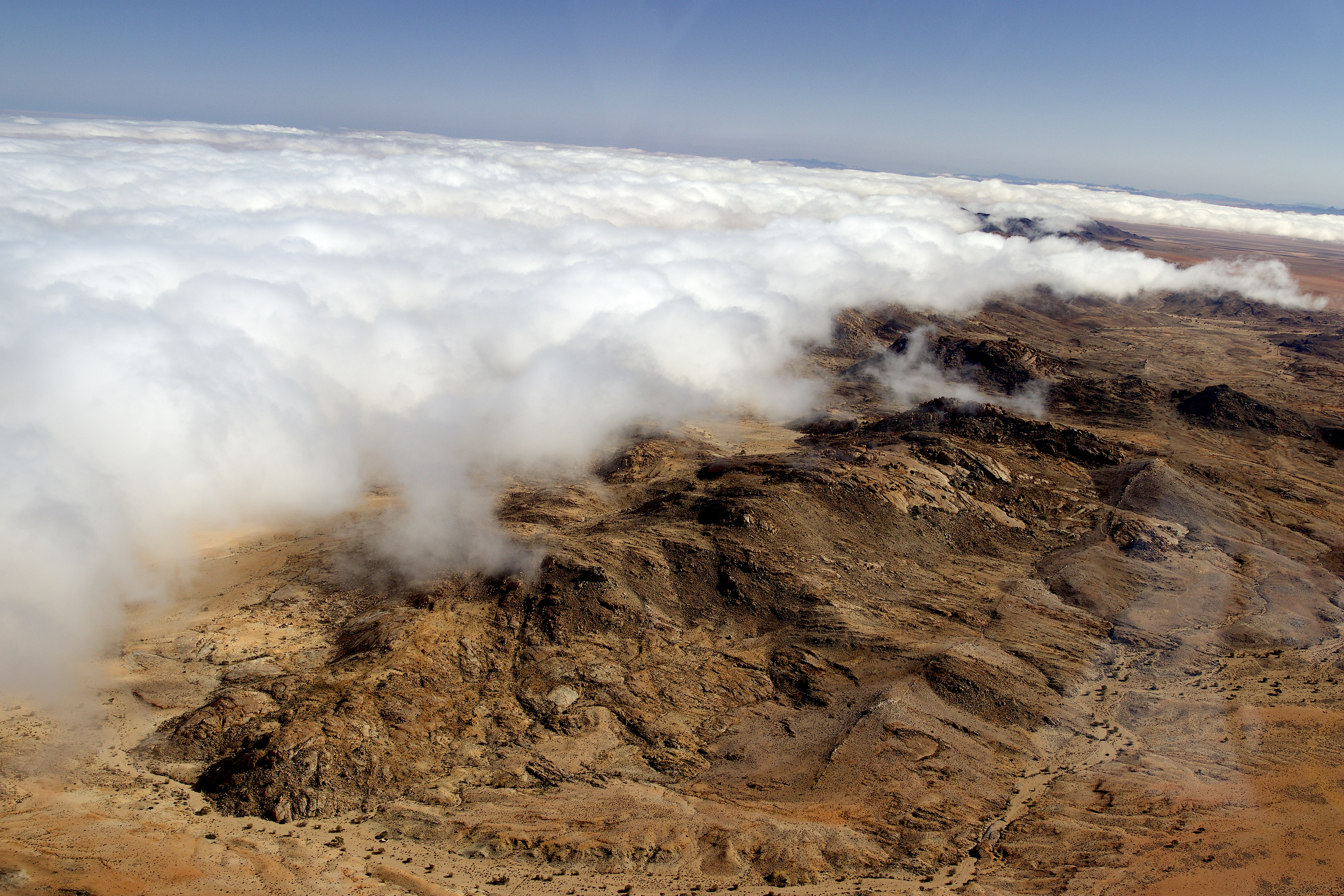
Nebelbank in der Wüste Namib bei Aus (2018)

Obwohl sie sehr niedrige Niederschlagsmengen aufweisen, findet in Küstennähe regelmäßig eine starke Nebelbildung statt. Die Namib – zirka 2000 km lang und 30 bis 160 km breit – als klassisches Beispiel einer Nebelwüste, ist oft jahrelangen Trockenperioden ausgesetzt und besitzt eine durchschnittliche Niederschlagsmenge von nur 20 mm im Jahr. Damit stellt sie einen der trockensten Orte der Erde dar, obwohl sie an den Atlantik angrenzt. Dennoch bilden sich an etwa 200 Tagen im Jahr in den frühen Morgenstunden dichte Nebelfelder aus. Verantwortlich für diese Nebelbildung sind die über dem Kontinent erwärmten küstenparallelen oder ablandigen Passatwinde, die sogenannten Auftriebsgebiete vor der Küste entstehen lassen. Diese Winde schieben warmes Oberflächenwasser von der Küste weg, wodurch kalte Tiefenströmungen aufsteigen und das warme Wasser ersetzen. 
Die heiße und sehr trockene vom Land herkommende Luft (Landwind) nimmt über dem Atlantik viel Feuchtigkeit auf. Gleichzeitig kühlt sich durch Kontakt mit dem kalten Wasser des Benguelastroms die oberflächennahe Luft ab und beginnt zu kondensieren. Dieser Abkühlungseffekt führt in einem viele Kilometer breiten Streifen zur Nebelbildung über dem Meer (etwa 250 Nebeltage pro Jahr). Der über dem Meer gebildete, relativ kühle Nebel wird während des Tages mit dem Seewind manchmal bis zu 80 km oder weiter ins Landesinnere getragen. 
Die warme, über dem Nebel liegende Luft verhindert das Aufsteigen des darunter liegenden kühlen Nebels, 
eine stabile Inversionswetterlage bildet sich. Der auf dem Land liegende Nebel spendet Feuchtigkeit, von der die Pflanzen und Tiere dieser Wüsten zehren (siehe Nebelkondensation). Der über dem Land liegende Nebel wird während des Tages bei zunehmender Temperatur oft aufgelöst.

## Beispiele
- Afrika: Namib
- Amerika: Atacamawüste, Baja California[1]

Siehe auch: Küstenwüste

## Flora und Fauna
Am bekanntesten sind Schwarzkäfer wie der Weiße Wüstenkäfer, die auf hohen Dünenkämmen einen Kopfstand machen und so Kondenswasser aufsammeln. Auch die Welwitschie profitiert, durch ihr über eine riesige Fläche ausgebreitetes Wurzelwerk, vom Tau. 
Mit dem Nebel als Feuchtigkeitsspender müssen die wüstenbewohnenden Tiere und Pflanzen in den Dünentälern im Wesentlichen auskommen; er ist ihre wichtigste Lebensgrundlage. In der Namib-Wüste vergehen oft viele Jahre ohne messbare Niederschläge; es wurden schon ununterbrochene Trockenzeiten von 10 Jahren registriert. Selbst an der Küste sind die Niederschläge gering (maximal 8 mm/Jahr). Siehe dazu auch Trockenfeldbau.